# L&YR Bogie Covered Goods 58
Der gedeckte Güterwagen mit Drehgestellen (im Englischen mit Bogie Covered Goods bezeichnet) nach Musterblatt 58 der britischen Lancashire and Yorkshire Railway (L&YR) entstand 1905 in den eigenen Werkstätten der Eisenbahngesellschaft in Newton Heath.

## Geschichte
Dieser Wagentyp war eine Weiterentwicklung der 1902 gebauten gedeckten Drehgestellwagen nach Musterblatt 45. Die Abmessungen waren fast identisch, sie waren lediglich rund 20 cm höher als die Vorgängervariante. Im Gegensatz zu den 1902 gebauten Wagen hatten diese beidseitig statt einer nun zwei Türen. Diese waren mit „A“ und „B“ beschriftet, um das Be- und Entladen zu erleichtern. Die Wagen trugen die ab 1902 übliche graue Lackierung mit den 46 cm hohen weißen Initialen der Gesellschaft.
Sie erlebten am 1. Januar 1922 die Fusion mit der London and North Western Railway (LNWR) und ein Jahr später beim Inkrafttreten des Railways Act 1921 auch den damit verbundenen Zusammenschluss mehrerer Eisenbahngesellschaften zur London, Midland and Scottish Railway (LMS). Dort waren sie noch bis in die 1930er im Einsatz, bevor sie verschrottet wurden.